# Glencoe (Highland)
Pour les articles homonymes, voir Glencoe.
 (novembre 2021).
Si vous disposez d'ouvrages ou d'articles de référence ou si vous connaissez des sites web de qualité traitant du thème abordé ici, merci de compléter l'article en donnant les références utiles à sa vérifiabilité et en les liant à la section « Notes et références ».
Glencoe est situé le council area d'Highland en Écosse.    
Glencoe ou Glencoe village (en gaélique : A' Chàrnaich) est la principale localité du glen Coe dans le district de Lochaber dans les Highlands écossais. Il se trouve à l'extrémité nord-ouest de la vallée, sur la rive sud de la rivière Coe à son embouchure dans le Loch Leven (une branche du Loch Linnhe).  
Le village se situe dans la partie Ross, Skye et Lochaber de la région du conseil des Highlands aux fins du gouvernement local. Il fait partie du comté d'enregistrement d'Argyll et de la zone de lieutenance d'Inverness pour les fonctions cérémonielles.
L'utilisation du terme « Glencoe village » est moderne, afin de le différencier avec celui de la vallée elle-même.

## Histoire
Le village est sur le site du massacre de Glencoe qui s'est déroulé en 1692, au cours duquel 38 membres du clan MacDonald de Glencoe ont été tués par des forces agissant au nom du gouvernement du roi Guillaume III après la Glorieuse Révolution. La trahison était avérée, puisque le clan avait nourri les soldats et leur avait donné un abri pendant près de deux semaines avant qu'ils ne se retournent contre leurs hôtes. Le val est parfois poétiquement appelé "The Weeping Glen"[Par qui ?], en référence à cet incident bien que le nom de Glencoe était déjà en place bien avant l'époque du massacre, comme le gaélique Gleann Comhann, dont l'élément Comhann peut être d'une origine antérieure à la langue gaélique, sa signification étant incertaine[pas clair].
Le village occupe une zone de la vallée connue[Par qui ?] sous le nom de Carnoch. Les locuteurs gaéliques de la région se réfèrent au village sous le nom d'A' Chàrnaich, ce qui signifie "le lieu des cairns". Aujourd'hui, il y a Upper Carnoch et Lower Carnoch. Il y avait autrefois un petit hôpital à l'extrémité sud du village juste au-dessus d'un pont de pierre voûté. Il a été depuis été converti en une auberge, et l'hôpital le plus proche est maintenant à Fort William, à environ 26 kilomètres.

## Culture et communauté
Dans la localité se situent un magasin de village, une église épiscopale écossaise, un musée folklorique, un bureau de poste, le centre de l'équipe de sauvetage en montagne de Glencoe, un centre de plein air[précision nécessaire], des chambres d'hôtes et une école primaire. Le musée a été inauguré après qu'un habitant a découvert une cache d'épées et de pistolets vieux de 200 ans, cachée là aux tuniques rouges britanniques après la bataille désastreuse de Culloden.
Les monuments commémoratifs à proximité sont la croix celtique au mémorial du massacre de Glencoe et la plaque à Henderson Stone (Clach Eanruig).
Le village est entouré de paysages montagneux spectaculaires et est renommé auprès des randonneurs, des pratiquants d'escalade sur rochers ou parois de glace. L'écrivain de voyages Rick Steves décrit la région comme présentant « la beauté sauvage, puissante et austère des Highlands… la vallée spectaculaire, où les falaises semblent pleurer avec les ruisseaux qui coulent quand il pleut ». La région a été vue dans de nombreux films, dont Harry Potter et le Prisonnier d'Azkaban en tant que maison de Hagrid, et le film de James Bond Skyfall.
Dans le roman original d'Ian Fleming Au service secret de Sa Majesté, James Bond raconte à Sir Hilary Bray, généalogiste au Royal College of Arms, que son père était originaire des Highlands, près de Glencoe et dans l'autre roman de Fleming, On ne vit que deux fois, la nécrologie de Bond mentionne également que son père, Andrew Bond, était de Glencoe.
Parmi les résidents connus figure Hamish MacInnes, alpiniste et inventeur de la civière MacInnes, particulièrement adaptée au secours en montagne.